# Cambaye
Cambaye är en ort i Mexiko.   Den ligger i kommunen Senguio och delstaten Michoacán de Ocampo, i den södra delen av landet, 130 km väster om huvudstaden Mexico City. Cambaye ligger 2 520 meter över havet och antalet invånare är 119.
Terrängen runt Cambaye är huvudsakligen kuperad, men åt nordväst är den platt. Runt Cambaye är det ganska tätbefolkat, med 166 invånare per kvadratkilometer. Närmaste större samhälle är Mineral de Angangueo, 13,4 km söder om Cambaye. I omgivningarna runt Cambaye växer i huvudsak blandskog.